# Sariñena (kommunhuvudort)
Sariñena är en kommunhuvudort i Spanien.   Den ligger i provinsen Provincia de Huesca och regionen Aragonien, i den nordöstra delen av landet, 300 km nordost om huvudstaden Madrid. Sariñena ligger 293 meter över havet och antalet invånare är 4 056.
Terrängen runt Sariñena är platt. Runt Sariñena är det glesbefolkat, med 15 invånare per kvadratkilometer. Sariñena är det största samhället i trakten. Trakten runt Sariñena består till största delen av jordbruksmark.